# Paralaje anual

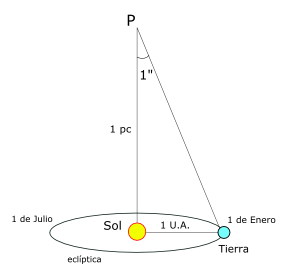
El pársec es un caso particular de paralaje trigonométrico. P dista un parsec (pc) de la Tierra porque desde allí el ángulo abarcado por el radio de la órbita terrestre (1 Unidad Astronómica o U.A.) es de un segundo de arco (1")

El paralaje anual es el máximo valor aparente que puede adquirir la posición de una estrella dada en el transcurso de un año debido a la posición variable de la Tierra en su órbita alrededor del Sol y que corresponderá al momento en la longitud eclíptica de la estrella, que es siempre constante, difiera 90° de la longitud eclíptica de la Tierra, que varía constantemente.
Bessel fue el primero en determinar el paralaje de una estrella, 61 Cygni, en la constelación de El Cisne, en el año 1838. Dos años después, en 1840, Struve logra medir el paralaje de Vega, en la constelación de Lira.
Los paralajes estelares están por debajo del segundo de arco. La estrella más próxima a nosotros es Alfa Centauri, en realidad un sistema triple. La más cercana de ellas, Próxima Centauri, tiene un paralaje de 0"765, correspondiente a 1,31 pc, o 4,3 años luz.
A mayor distancia, menor paralaje, y los errores cometidos se van haciendo más y más significativos, de modo que a partir de 100 años luz ya no es fiable el paralaje anual trigonométrico para determinar distancias estelares.